# Hikmet Babaoghlou
Hikmet Babaoghlou ou Hikmat Mammadov est un homme politique azerbaïdjanais, membre des V et VI législatures de l'Assemblée nationale d'Azerbaïdjan.

## Biographie
Hikmet Babaoghlou est né à Amasia en 1966.

### Carrière
En 1998–2008, il a travaillé comme chef du service de presse au Comité des terres domaniales et de la cartographie.
En 2008-2021, H. Babaoghlou a été rédacteur en chef du journal Yeni Azərbaycan. Depuis 2014, il est professeur au chaire de sciences politiques et de sociologie de l'université d'État de Bakou. Depuis 2015, il représente le raïon de Narimanov à l'Assemblée nationale de l'Azerbaïdjan.

### Famille
Hikmet Babaoghlou est marié et a trois enfants.

## Prix
- Journaliste honoré
- prix des médias "Qızıl Qələm"
- "Ali media"
- Médaille du jubilé du 100e anniversaire de la République Démocratique d'Azerbaïdjan (1918-2018)
- Médaille du jubilé du 100e anniversaire de l'armée d'Azerbaïdjan (1918-2018)
- Médaille du jubilé du 100e anniversaire des agences de sécurité de l'État et de renseignement extérieur de la République d'Azerbaïdjan (1919–2019)[2]